# Porsche 718 RSK Spyder
Porsche 718 RSK Spyder – samochód sportowy produkowany przez niemiecką firmę Porsche w roku 1962. Wyposażony był on w otwarte nadwozie. Samochód był napędzany przez silnik o pojemności 2,0 l. 

## Dane techniczne
- Silnik: V8 2,0 l (1981 cm³)
- Układ zasilania: b.d.
- Średnica × skok tłoka: b.d.
- Stopień sprężania: b.d.
- Moc maksymalna: 210 KM (154 kW)
- Maksymalny moment obrotowy: b.d.
- Prędkość maksymalna: b.d.